# Maçka (Şişli)
Maçka è uno dei quattro quartieri (in turco semt) (insieme a Teşvikiye, Osmanbey e Pangaltı) che compongono il quartiere di Nişantaşı nel distretto di Şişli a Istanbul.
A Maçka si trova uno dei cinque campus dell'Università tecnica di Istanbul e il Maçka Palas (1922) progettato da Giulio Mongeri sul modello dei palazzi milanesi.
Nel quartiere si trova anche la linea TF1 della funivia che collega Maçka con Taşkışla vicino a Piazza Taksim superando il Maçka Demokrasi Parkı.